# Tarnobrzeg
Tarnobrzeg é um município da Polônia, na voivodia da Subcarpácia. Estende-se por uma área de 85,4 km², com 46 907 habitantes, segundo os censos de 2019, com uma densidade de 554,9 hab/km².